# جرج ریپر
جرج ریپر (انگلیسی: Georges Ripert; ۲۲ آوریل ۱۸۸۰ – ۱ ژانویهٔ ۱۹۵۸) وکیل استاد حقوق و وزیر آموزش در رژیم ویشی در فرانسه بود او به خاطر نقش مهمی که در پیشرفت حقوق مدنی فرانسه داشته است شناخته شده است کتابهای معروف او ازقبیل نیروهای سازنده حقوق و قاعده دموکراتیک در تعهدات مدنی حتی امروزه پس از گذشت نزدیک به ۶۰ سال از تاریخ نگارش آنها اهمیت خود را در مجامع علمی حقوقی حفظ گردد پس از پایان جنگ جهانی دوم او به خاطر پذیرش سمت وزارت در حکومت ویشی مدتی زندانی شد کتاب معروف  افول حقوق حاصل این ایام است نهایتاً او در دادگاه رسیدگی به جنایت های پس از جنگ از اتهامات وارده تبرئه شد پیش از آغاز حکومت ویشی وی ریاست دانشکده حقوق دانشگاه پاریس را برعهده داشت.
وی همچنین برندهٔ جوایزی همچون لژیون دونور شده‌است.